# Морозов, Иван Павлович
Иван Павлович Морозов (30 сентября 1924, с.Межадор, Сысольский район, АО Коми (Зырян), РСФСР, СССР — 26 апреля 1987, Сыктывкар, Коми АССР, РСФСР, СССР) — советский государственный и партийный деятель. Первый секретарь Коми обкома КПСС (1965—1987).

## Биография
Окончил ВПШ при ЦК КПСС (заочно) в 1960 г. По национальности коми.
- В 1942—44 гг. в Советской Армии, участник Великой Отечественной войны.
- С 1944 г. на комсомольской, партийной и советской работе.
- В 1958—63 гг. — первый секретарь Интинского горкома КПСС,
- в 1963—65 гг. — второй секретарь Коми обкома КПСС,
- в 1965—87 гг. — первый секретарь Коми обкома КПСС.
- С 1987 г. — персональный пенсионер союзного значения.

Член ЦК КПСС в 1976—87 гг. (кандидат в члены ЦК КПСС в 1971—76 гг.). Член Центральной ревизионной комиссии КПСС в 1966—71 гг. Член КПСС с 1943 г.
Депутат Совета Национальностей Верховного Совета СССР 7-11 созывов (1966—1987 гг.) от Коми АССР.
Скончался 26 апреля 1987 года в городе Сыктывкаре. Похоронен на Центральном кладбище в Сыктывкаре.

## Награды и звания
- Три ордена Ленина
- Орден Октябрьской Революции
- Орден Трудового Красного Знамени
- Орден «Знак Почёта»